# Halenia pauana
Espèce
Halenia pauana est une espèce de plantes de la famille des Gentianaceae. Elle est dédiée au botaniste espagnol Carlos Pau Español (1857-1937).